# 圣阿尔德贡德
圣阿尔德贡德是德国莱茵兰-普法尔茨州的一个市镇。总面积6.16平方公里，总人口641人，其中男性305人，女性336人（2011年12月31日），人口密度104人/平方公里。